# Łuhanka (wieś)
Łuhanka (ukr. Луганка) – wieś na Ukrainie, w obwodzie kirowohradzkim, w rejonie aleksandryjskim, w hromadzie Petrowe. W 2001 liczyła 1283 mieszkańców, spośród których 1218 wskazało jako ojczysty język ukraiński, 38 rosyjski, 5 mołdawski, 1 białoruski, 1 polski, a 20 inny.